# Rousseauxia dionychoides
Rousseauxia dionychoides är en tvåhjärtbladig växtart som först beskrevs av Célestin Alfred Cogniaux, och fick sitt nu gällande namn av Jacq.-fél.. Rousseauxia dionychoides ingår i släktet Rousseauxia och familjen Melastomataceae. Inga underarter finns listade i Catalogue of Life.